# Batalha de Montijo
A Batalha de Montijo foi travada em 26 de maio de 1644, em Montijo, município na província de Badajoz, Espanha, entre exércitos portugueses e espanhóis.

## História
Matias de Albuquerque sabia que as tropas Filipinas eram comandadas pelo Marquês de Torrecuso, e estava desejoso de afirmar a sua própria presença. Ainda que com grandes dificuldades, juntou seis mil homens de infantaria, mil e cem de cavalaria e sete canhões, a fim de provocar uma batalha «a sério», e atravessando a fronteira, foi atacar Montijo, apoderando-se da praça.
Não havendo encontrado um exército na sua frente, decidiu voltar ao ponto de onde partira, sem no entanto descuidar as precauções necessárias para o caso de, durante a marcha, surgir o inimigo que procurava. Bem avisado andou o Matias de Albuquerque em se acautelar, pois o Marquês de Torrecuso, informado da incursão portuguesa, destacou um exército composto por seis mil infantes e dois mil e quinhentos cavaleiros, cujo comando confiou a Ghislain de Bryas, barão de Molinghem, com a missão de dar batalha aos incursores. Matias de Albuquerque havia disposto da melhor maneira possível a sua gente e, ao deparar-se-lhe o inimigo - no dia 26 de maio de 1644 - viu finalmente a oportunidade que tanto desejara.
O primeiro embate, no entanto, foi desastroso para as tropas de Albuquerque, cujo flanco esquerdo era o menos solidamente guarnecido. Foi nesse ponto que a cavalaria filipina atacou, provocando a debandada dos soldados de Matias de Albuquerque, entre os quais se encontrava, cerca de cento e cinquenta holandeses sob o comando de Piper. Conduzida pelo próprio barão de Molinghem, a cavalaria filipina abriu brecha no centro do dispositivo brigantino, já desorganizado pela fuga dos que debandavam sem ter sequer disparado um tiro. Um valente oficial francês ao serviço de João IV, Lamorlé, foi encontrar o fronteiro-mor combatendo a pé junto do seu cavalo abatido, e deu-lhe sem hesitar a sua própria montada. A esse gesto de abnegação deveria Matias de Albuquerque a reabilitação do seu exército e o resgate da sua honra de militar. Redobrando ânimo, relançou o olhar pelas hostes inimigas e notou imediatamente a falta de reservas. Então iniciaram-se as hostilidades, mas logo as primeiras tentativas demonstraram ao inimigo que os portugueses não seriam presa fácil. D. João da Costa colocou em bateria todas as peças de artilharia, no ponto mais propício, e metralhou vigorosamente o inimigo, impedindo-o de se reunir. O barão de Molinghem, que na verdade não dispunha de reservas, foi obrigado a procurar a salvação na fuga e só parou na outra margem do rio Guadiana, seguido pelos sobreviventes da inesperada derrota.
Além da derrota infligida às tropas espanholas, o efeito na moral das tropas e populações, consequente à heroica proeza de Matias de Albuquerque, teve grandes repercussões, causando júbilo em Lisboa e espantando as cortes estrangeiras, ante a humilhação sofrida por Filipe IV de Espanha.